# 세이부 이케부쿠로선
세이부 철도 이케부쿠로 선(일본어: 西武池袋線, せいぶいけぶくろせん)은 세이부 철도의 철도 노선 가운데 하나이다. 도쿄도 도시마구에 위치하는 이케부쿠로역과 사이타마현 한노시에 위치하는 아가노역을 잇는다.

## 개요
이 노선은 원래 이케부쿠로 역에서 아가노 역까지 연결되어 있는 노선이다. 아가노 역에서 연결이 되는 노선인 세이부 지치부선은 실질적인 이케부쿠로선의 연장이라고 볼 수 있다.
기본적으로 이케부쿠로에서 한노까지 운행을 하거나, 한노에서 세이부 지치부 선의 세이부 지치부까지 운행하는 형태로 나눌 수 있다.
이케부쿠로선에 있는 한노 역에서 특급을 비롯한 모든 열차가 스위치백 형식으로 운행을 한기 때문에 이 노선을 이케부쿠로역에서 아가노역까지가 아닌, 한노 역까지라는 인식을 많이 한다.
평소에 이케부쿠로 역에서 세이부 지치부 역까지 바로 운행하는 경우는 특급 열차만 해당이 되며, 주말이나 휴일에는 쾌속급행열차가 투입되기도 한다.
이 구간을 각역정차하는 열차는 기본적으로 이케부쿠로 역에서 고테사시 역까지 운행을 하며, 사야마가오카 역에서 한노 역까지 각역정차를 하는 열차는 대부분 급행, 쾌속, 준급열차이다.
이 노선을 운행하는 열차중에는 세이부 유라쿠초 선을 경유하여 도쿄 메트로 유라쿠초 선의 신키바역, 후쿠토신 선의 시부야역,도요코선 요코하마를 거쳐 미나토미라이선 모토마치.츄카가이역까지 직결운행하며, 세이부 치치부 선을 거쳐 치치부 철도의 치치부 본선의 미쓰미네구치 역 및 나가토로 역까지도 직결운행한다.
또한, 이케부쿠로 역에서 도시마 선의 도시마엔 역까지도 직결운행을 하며, 세이부 구장에서 야구경기가 있거나 이벤트가 있을 경우, 사야마 선의 세이부 구장앞 역까지도 직결운행 열차를 임시로 편성한다.

## 역사
- 1915년 4월 15일 : 무사시노 철도 무사시노 선[4] 개통(이케부쿠로 - 한노).
- 1917년 12월 12일 : 아키쓰역 개업.
- 1922년 11월 1일 : 이케부쿠로 - 도코로자와 역 전철화(직류 1500V). 에코다 역 개업.
- 1924년 6월 11일 : 시나마치 역, 나카무라바시 역, 다나시마치 역(지금의 히바리가오카역), 기요세 역 개업.
- 1924년 11월 1일 : 히가시오이즈미역(지금의 오이즈미가쿠엔 역) 개업.
- 1925년 3월 15일 : 지금의 후지미다이 역 개업.
- 1925년 3월 15일 : 도코로자와 역 - 니시토코로자와 역 전철화.
- 1925년 12월 23일 : 니시토코로자와 역 - 한노 역 전철화.
- 1926년 4월 1일 : 무사시후지사와 역 개업.
- 1926년 4월 3일 : 모토카지 역 개업.
- 1928년 8월 11일 : 이케부쿠로 역 - 네리마 역 복선화.
- 1929년 3월 20일 : 네리마 역 - 호야 역 복선화.
- 1929년 9월 10일: 한노 - 아가노 구간(14.1 km) 역 개업. 전구간 개통.
- 1931년 12월 10일 : 히가시한노역 개업.
- 1933년 4월 1일 : 이나리야마 공원역 개업.
- 1936년 7월 10일 : 사쿠라다이역 개업.
- 1946년 2월 14일 : 호야 역 - 다나시마치 역(히바리가오카 역) 복선화.
- 1952년 3월 25일 : 노선명을 이케부쿠로 선으로 변경.
- 1953년 3월 20일 : 다나시마치 역(히바리가오카 역) - 히가시쿠루메 역 복선화.
- 1953년 9월 26일 : 히가시쿠루메 역 - 기요세 역 복선화.
- 1959년 1월 21일 : 기요세 역 - 아키쓰 역 복선화.
- 1960년 5월 25일 아키쓰 역 - 도코로자와 역 복선화.
- 1965년 11월 5일 : 도코로자와 역 - 니시토코로자와 역 복선화.
- 1966년 5월 25일 : 니시토코로자와 역 - 고테사시 신호소(지금의 고테사시 역) 복선화.
- 1967년 10월 28일 : 고테사시 신호소(지금의 고테사시 역) - 무사시후지사와 역 복선화.
- 1968년 11월 13일 : 무사시후지사와 역 - 이루마 시 역 복선화.
- 1969년 10월 2일 : 부시 역 - 가사누이 신호소(현재 폐역) 복선화.
- 1969년 10월 14일 : 세이부 지치부 선 개통. 직결운행 실시.
- 1975년 3월 20일 : 이루마 시 역 - 부시 역 복선화.
- 1989년 4월 1일 : 지치부 철도와 직결운행 실시. 한노 역에서 운행계통이 분류됨.
- 1994년 12월 7일 : 네리마타카노다이 역 개업.
- 1998년 3월 26일 : 세이부 유라쿠초 선 개통으로 지하철 유라쿠초 선과 상호직결운행 실시.
- 2001년 12월 6일 : 이케부쿠로 역 - 한노 역 구간 중 단선구간을 복선화.
- 2001년 12월 15일 : 나카무라바시 역 - 네리마타카노다이 역 복복선화.
- 2003년 3월 12일 : 네리마 역 - 나카무라바시 역 복복선화.
- 2008년 6월 14일 : 지하철 후쿠토신 선 개통으로 상호직결운행 실시.
- 2013년 3월 16일 : 도큐 도요코선, 미나토미라이선 직통으로 상호직결운행 실시. 쾌속급행 네리마역 정차 실시(단, 세이부 유라쿠쵸선 직통열차에 한함)

## 운행 형태

### 특급
기본적으로 이케부쿠로 역에서 세이부 지치부 역까지 운행하며, 특급권을 별도로 구입해야 하고, 지정좌석제로 운행하는 열차이다. 운행 형태는 다음과 같다.
- 지치부호 : 이케부쿠로 - 세이부 지치부 운행.
- 무사시호 : 이케부쿠로 - 한노 운행.
- 돔호 : 이케부쿠로 - 세이부 구장앞 운행.(임시열차)

영문 표기로는 Limited Express(Ltd Exp)이며, 열차는 001계가 투입된다.

### 쾌속 급행
별도의 요금이 필요없는 열차이다. 평일에는 이케부쿠로에서 한노까지 운행하며, 주말이나 휴일에는 세이부 지치부 및 지치부 철도 지치부 본선의 미쓰미네구치 역 및 나가토로 역까지 직결운행한다. 직결운행 열차는 요코제 역에서 분리 및 결합의 과정을 거치며, 나가토로 역에서 발착하는 열차는 세이부 지치부 역이 아닌, 오하나바타케 역에 정차한다.
2013년 3월 16일, 도큐 도요코선, 미나토미라이선 직통운행개시로 쾌속급행운행을 시작했으며, 동시에 네리마도 정차하게 되었다. 단, 세이부 유라쿠쵸선 요코하마 직통열차에 한해서만 네리마에 정차하며 이케부쿠로행 열차는 통과한다.(평일,휴일 평상시 운행에 한함)
영문 표기로는 Rapid Express(Rapid Exp)이며, 주말 및 휴일에 운행하는 열차는 4000계(직결운행) 및 30000계이며, 평일에 운행하는 열차는 001계, 4000계를 제외한 대부분의 통근형 전동차이다.
3월 16일부터는 쾌속급행 열차는 평일 평상시,주말에는 세이부 6000계, 도쿄메트로 7000계10량,도쿄메트로 10000계, 도큐 4000계가 투입된다. 휴일같은 경우 도큐 5050계, Y500계가 간혹 투입되는 경우가 있다.

### 급행
이 노선의 중심이 되는 열차이며, 별도의 요금이 필요없다. 기본적으로 10량이 편성되며, 이케부쿠로 역에서 한노 역까지 운행한다. 하행선인 경우, 도코로자와 역에서 한노 역까지는 각역에 정차하기 때문에 이 구간에서는 '각역정차'로 안내를 한다.
영문표기로는 Express(Exp)이며, 열차는 대부분의 통근형 전동차가 투입된다.

### 통근 급행
평일 출근 시간에 상행선에만 투입이 된다. 한노에서 이케부쿠로역까지 운행하며, 급행이 정차하는 히바리가오카역은 무정차 통과한다.
영문표기로는 Commuter Express(Com Exp)이며, 열차는 대부분의 통근형 전동차가 투입된다.

### 쾌속
기본적으로 10량이 편성되며, 이케부쿠로 역에서 한노 역까지 운행한다. 또한, 지하철 유라쿠초 선 및 후쿠토신 선을 직결운행을 하기도 한다. 쾌속 표시는 세이부 선 구간에서만 하고, 고타케무카이하라 역에서 지하철 구간의 종별로 변경한다. 세이부 철도 구간 하행선인 경우, 히바리가오카역에서 한노 역까지는 각역에 정차하기 때문에 이 구간에서는 '각역정차'로 안내를 한다.
영문표기로는 Rapid이며, 열차는 세이부 철도 및 지하철 소속의 통근형 전동차가 투입된다.

### 통근 준급
평일 출퇴근 시간대에 운행하는 열차이다. 과거에는 네리마 역을 무정차 통과했으나 2008년 6월 14일부터 정차하기 시작했다. 하행선인 경우, 오이즈미가쿠엔 역에서 한노 역까지는 각역에 정차하기 때문에 이 구간에서는 '각역정차'로 안내를 한다.
영문표기로는 Commuter Semi - Express(Com Semi Exp)이며, 열차는 대부분의 통근형 전동차가 투입된다.

### 준급
기본적으로 이케부쿠로 선 및 지하철 직결운행에 투입이 된다. 지하철 직결운행 열차는 10량편성으로 운행하나 이케부쿠로 착발열차는 8량으로 운행되는 경우가 비교적 많은 편이다. 한노 역에서 착발하는 열차도 있으나 대부분 고테사시 역에서 착발하며, 지하철 직결운행 열차는 고테사시에서 착발한다. 준급 표시는 세이부 선 구간에서만 하고, 고타케무카이하라 역에서 지하철 구간의 종별로 변경한다. 세이부 철도 구간 하행선인 경우, 샤쿠지이 공원역에서 한노 역까지는 각역에 정차하기 때문에 이 구간에서는 '각역정차'로 안내를 한다.
영문표기로는 Semi - Express(Semi Exp)이며, 열차는 세이부 철도 및 지하철 소속의 통근형 전동차가 투입된다.

### 각역 정차
이케부쿠로 선 및 지하철 직결운행에 투입이 되며, 도시마 선과 직결운행을 하는 데에도 투입이 된다. 이케부쿠로 역에서 발착하는 열차인 경우 최대 8량편성을 하며, 지하철 직결운행 열차인 경우 기본적으로 10량편성을 한다. 또한, 한노 역에서 세이부 지치부 역까지 운행하는 열차인 경우 4량으로 운행되며, 1인 승무를 실시한다. 안내할 때는 각역정차(各駅停車)나 각정(各停)으로 하며, 전동차 행선판에는 보통(普通)으로 표기를 한다.
이케부쿠로에서 출발하는 경우 이른 아침이나 심야에 한노 역까지 운행하는 열차가 일부 있지만, 대부분 최대 고테사시 역까지 운행을 하며, 도시마엔 역이나 호야 역, 기요세 역, 도코로자와 역까지 운행하는 열차도 일부 있다. 지하철 직결운행 열차는 최대 고테사시 역까지 운행을 한다.
영문표기로는 Local이며, 이케부쿠로에서 착발하는 열차는 세이부 철도 소속의 통근형 전동차가, 지하철 직결 운행 열차인 경우 세이부 철도 및 지하철 소속의 통근형 전동차가 투입이 되며, 한노에서 세이부 지치부까지 운행하는 열차는 4000계가 투입이 된다.

## 차량
- 001계
- 4000계
- 신2000계
- 6000계·6050계(지하철 직통)
- 20000계
- 30000계
- 40000계(지하철 직통)
- 도쿄 메트로 7000계(네리마 ~ 한노)
- 도쿄 메트로 10000계(네리마 ~ 한노)
- 도쿄 메트로 17000계(네리마 ~ 한노)
- 도쿄 급행 전철 5050계(네리마 ~ 한노)
- 미나토미라이 선 Y500계(네리마 ~ 한노)

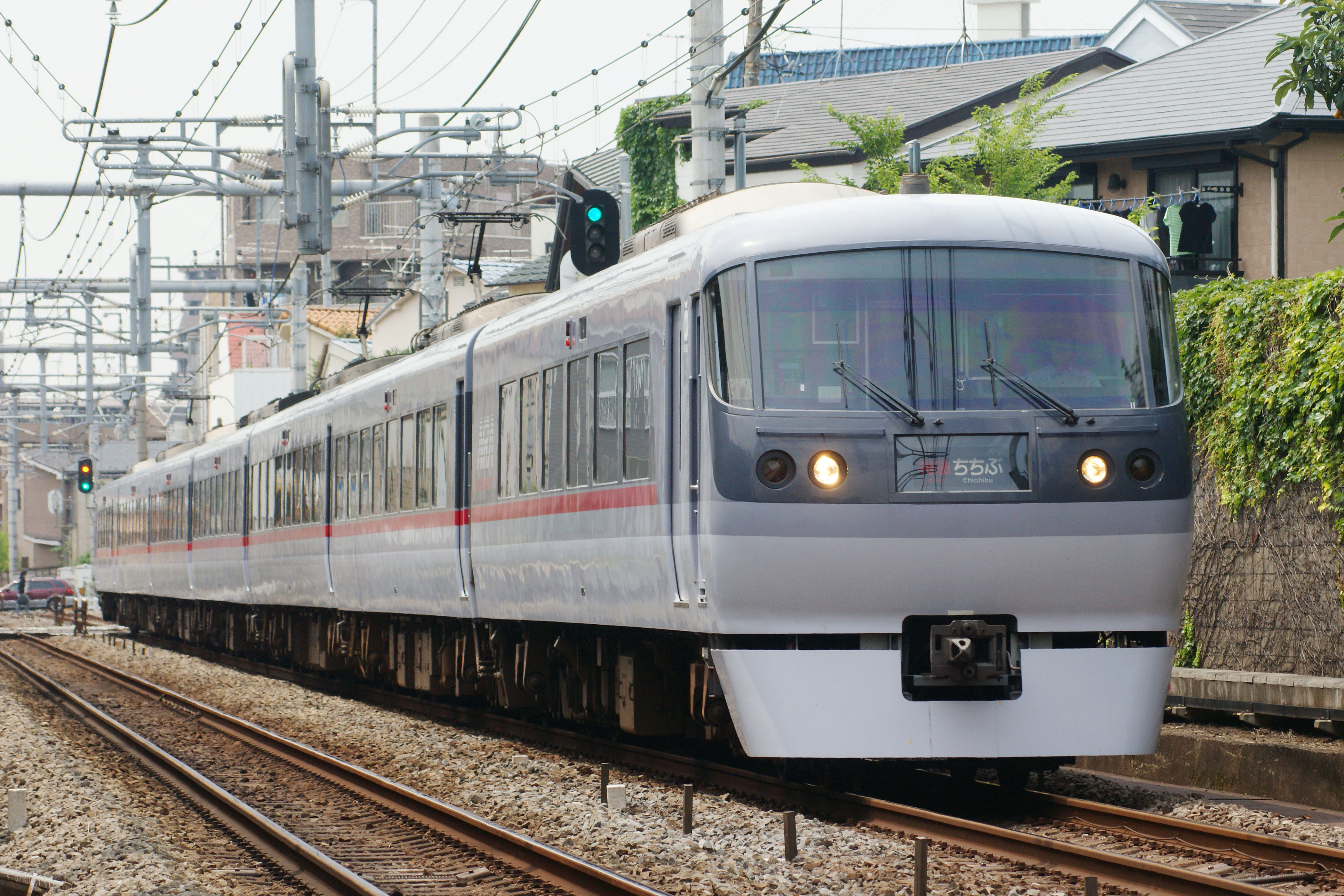
10000계
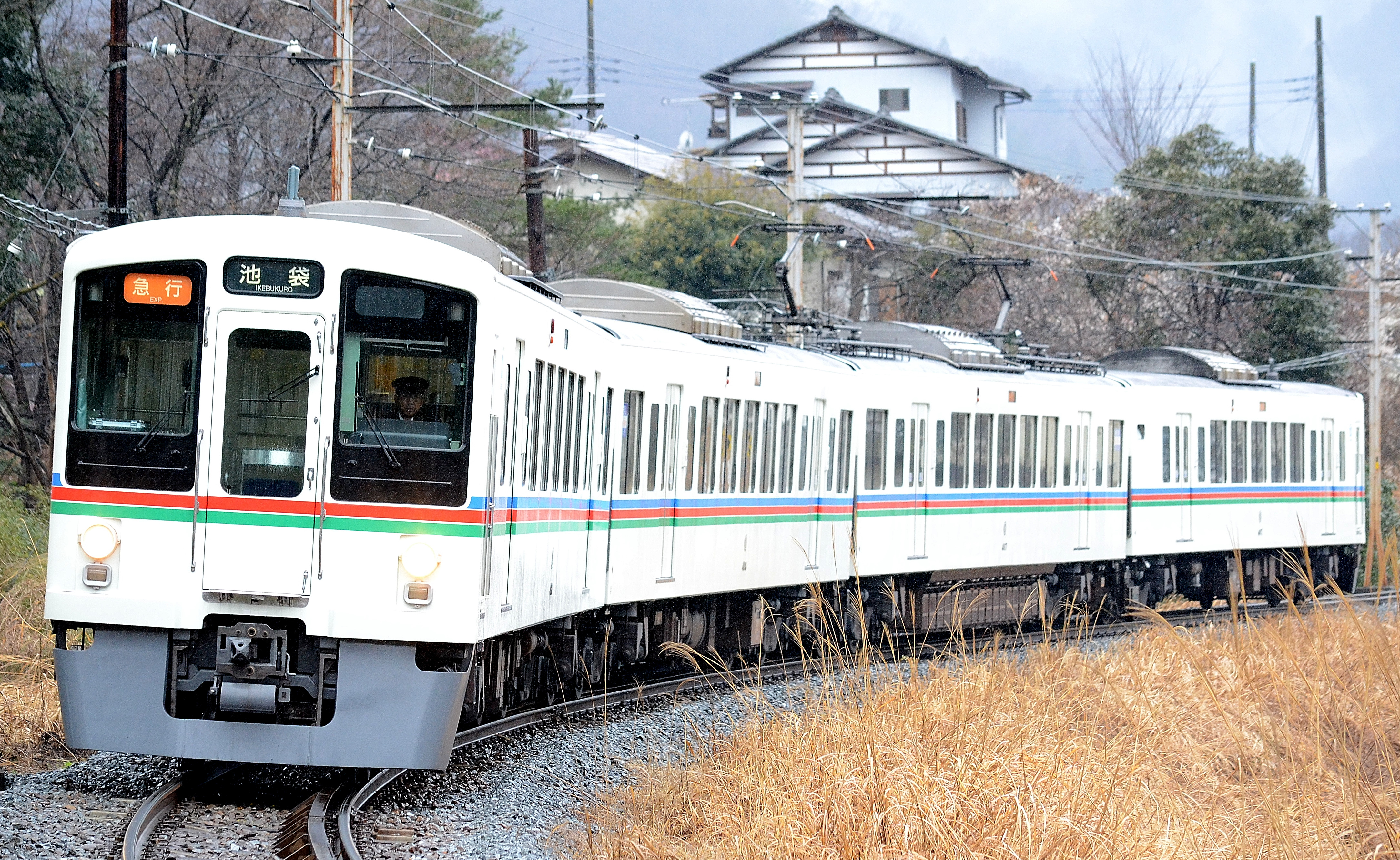
4000계
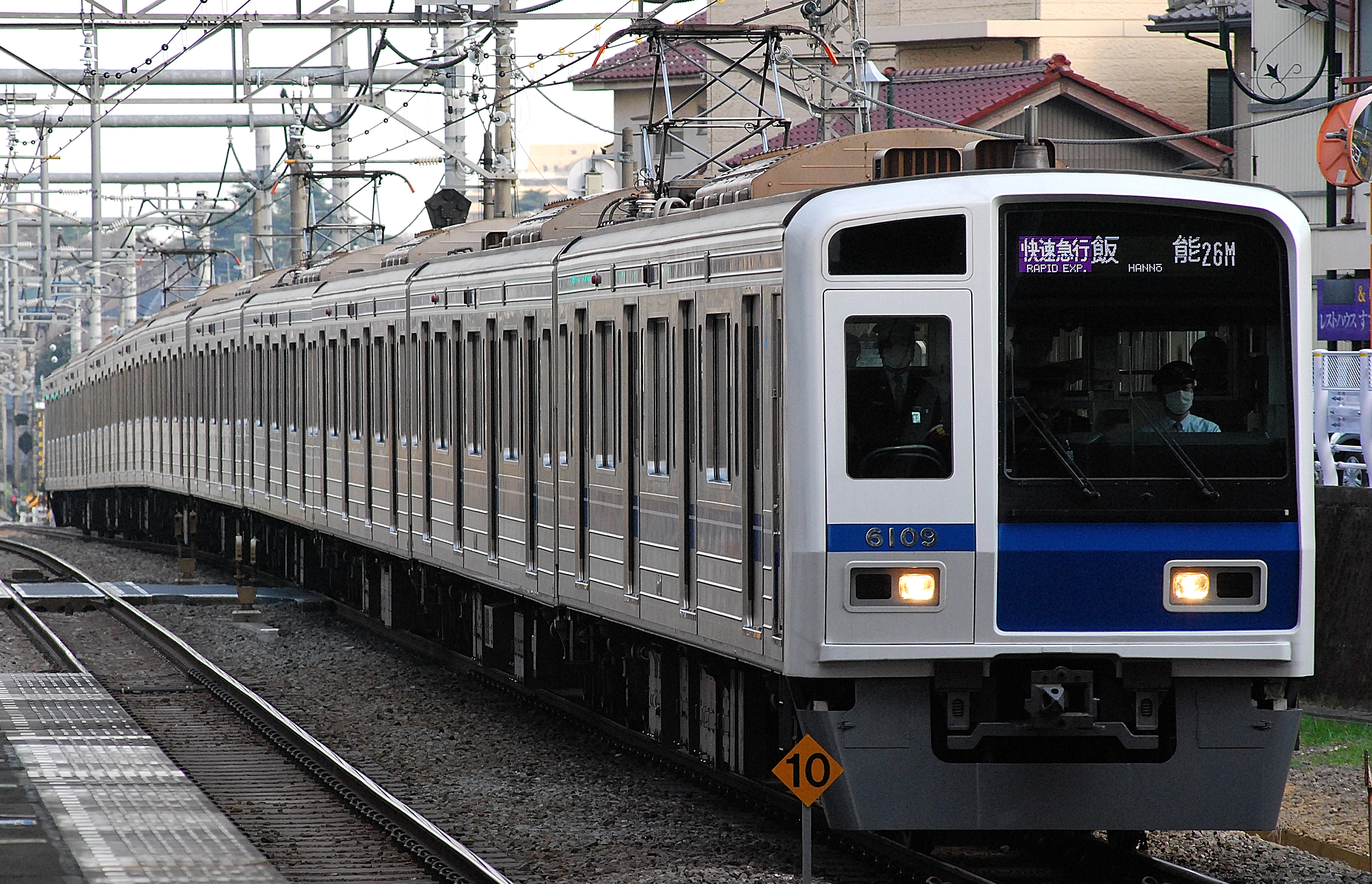
6000계
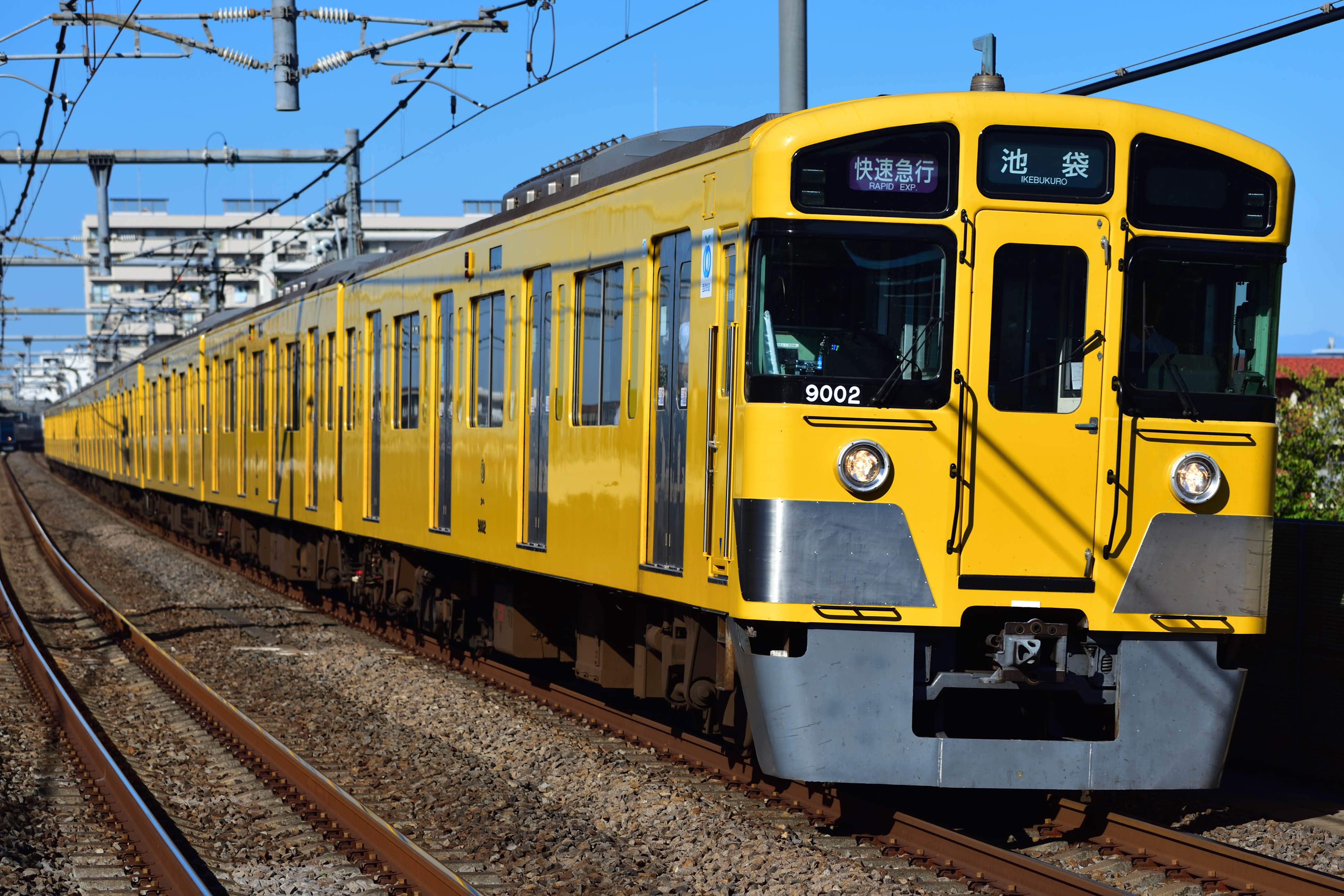
9000계
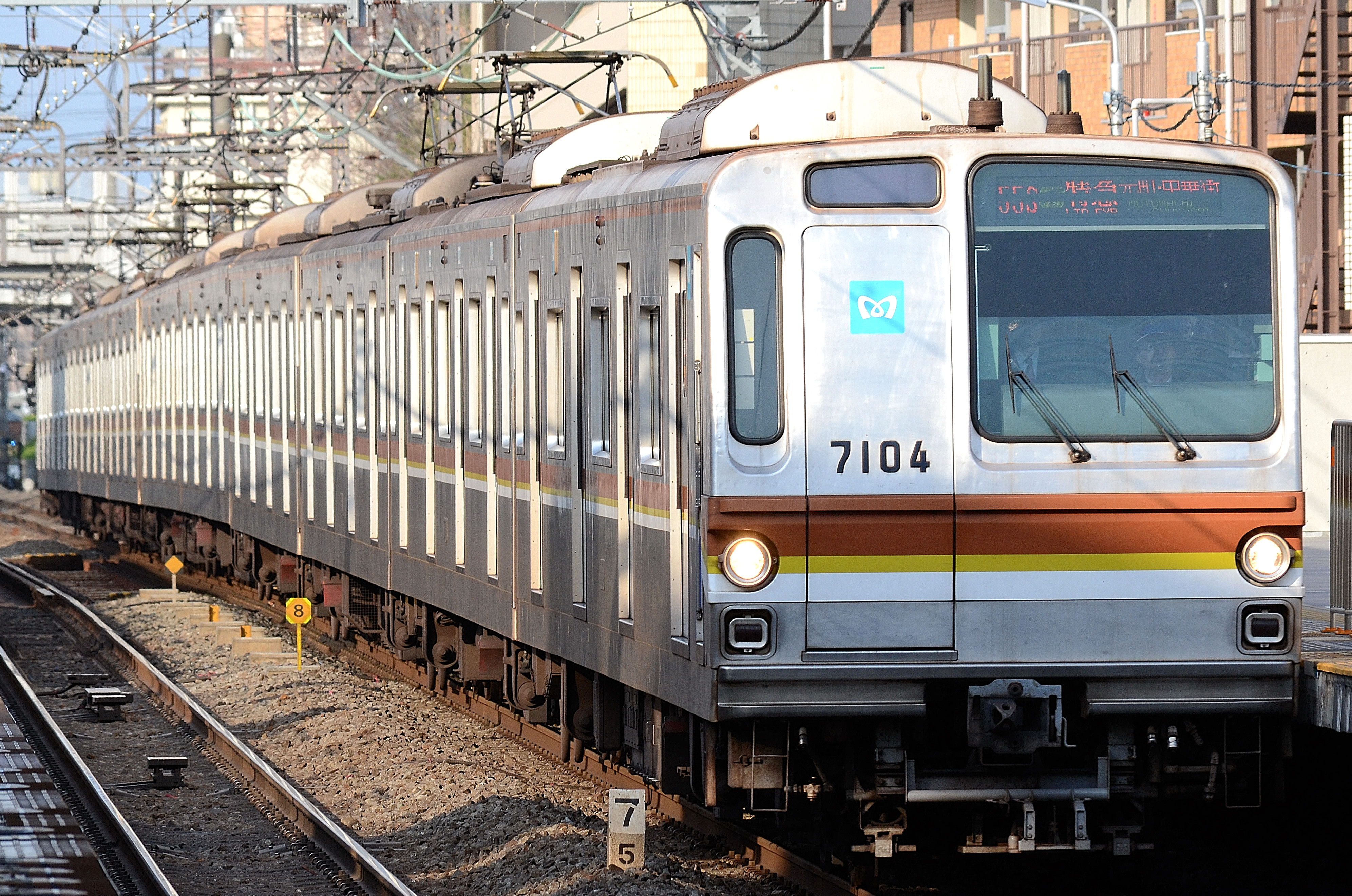
도쿄 메트로 7000계
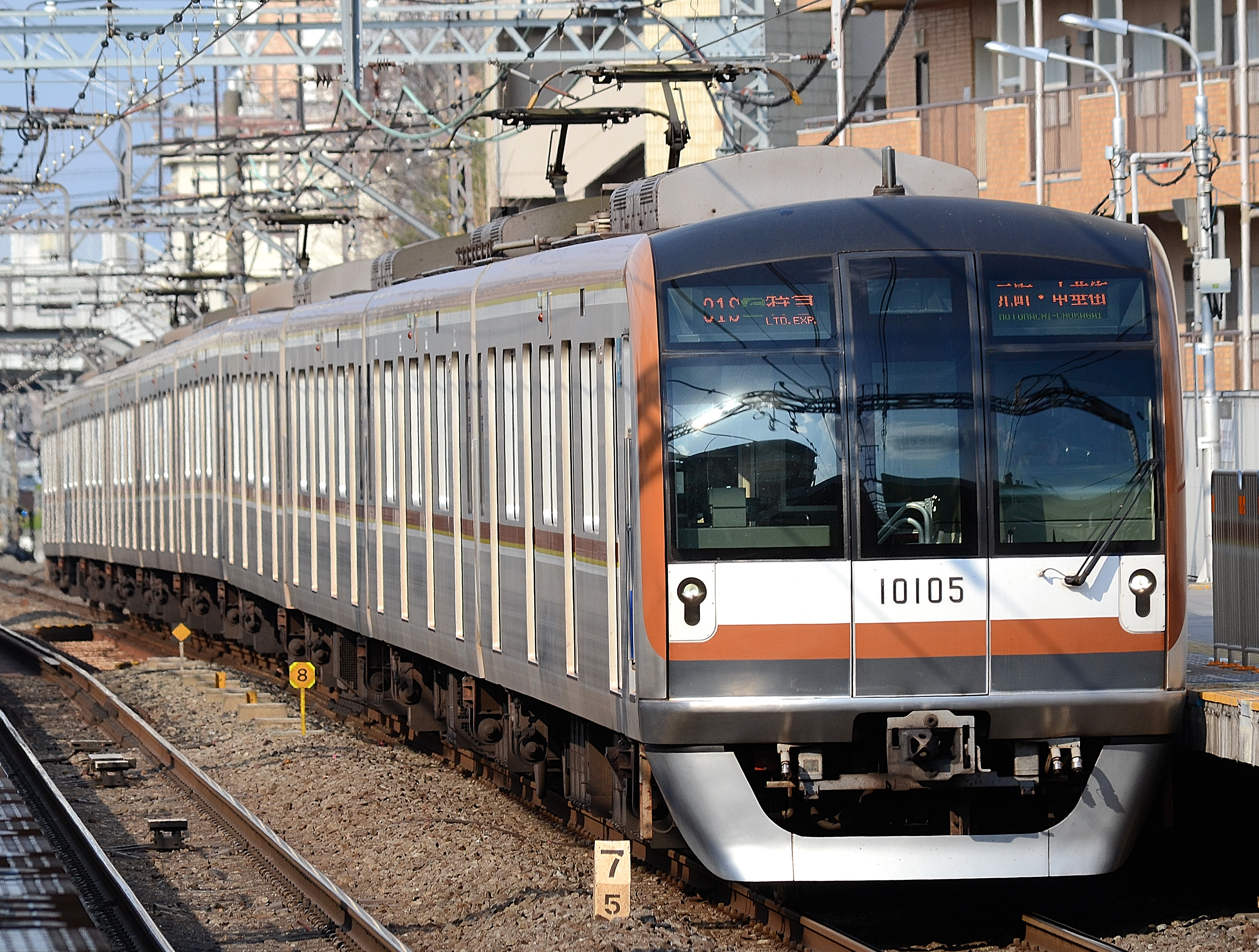
도쿄 메트로 10000계
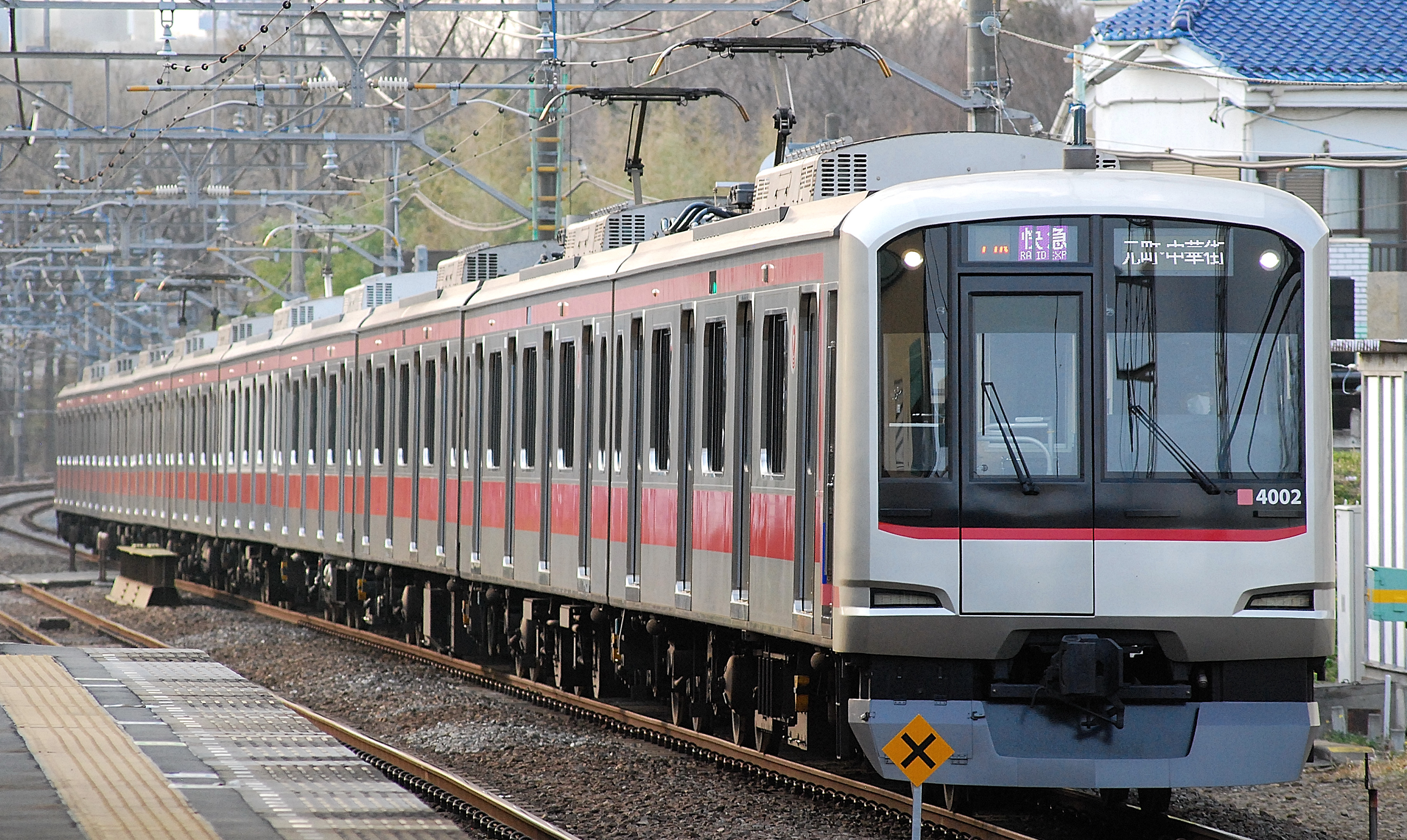
도쿄 급행 전철 5050계

## 역 목록

### 정차역 목록
| 역 번호 | 역명                | 일어 역명    | 준 급 | 통 준 | 쾌 속 | 통 급 | 급 행                        | 쾌 급 | F        | S    | 특 급 | 접속 노선 | 역간 거리                                                                                            | 누적 거리      | 소재지         | 소재지           |
| ------- | ------------------- | ------------ | ----- | ----- | ----- | ----- | ---------------------------- | ----- | -------- | ---- | ----- | --- | --- | -------------- | -------------- | ---------------- |
| SI 01   | 이케부쿠로          | 池袋         | ●     | ●     | ●     | ●     | ●                            | ●     |          |      | ●     | 야마노테 선 (JY 13), 사이쿄 선 (JA 12), 쇼난 신주쿠 라인 (JS 21), 도부 철도 도조 본선 (TJ-01) 도쿄 지하철 마루노우치 선 (M-25), 도쿄 지하철 유라쿠초 선 (Y-09), 도쿄 지하철 후쿠토신 선 (F-09) | | 0.0            | 도 쿄 도       | 도시마구         |
| SI 02   | 시나마치            | 椎名町       | │     | ↑     | │     | ↑     | │                            | │     | │        |      | 1.9   | 1.9 | |                | 도 쿄 도       | 도시마구         |
| SI 03   | 히가시나가사키      | 東長崎       | │     | ↑     | │     | ↑     | │                            | │     | │        | 1.2  | 3.1   | | |                | 도 쿄 도       | 도시마구         |
| SI 04   | 에코다              | 江古田       | │     | ↑     | │     | ↑     | │                            | │     | │        | 1.2  | 4.3   | 네리마구 | |                | 도 쿄 도       |                  |
| SI 05   | 사쿠라다이          | 桜台         | │     | ↑     | │     | ↑     | │                            | │     | │        | 0.9  | 5.2   | 네리마구 | |                | 도 쿄 도       |                  |
| SI 06   | 네리마              | 練馬         | ●     | ●     | ●     | ↑     | │                            | ◆     | ●        | │    | │     | 네리마구 | 유라쿠초 선 (SI 06, 직결 운행), 도시마 선 (SI 06, 직결 운행), 도쿄 도 교통국 지하철 오에도 선 (E-35) | 0.8            | 도 쿄 도       | 6.0              |
| SI 07   | 나카무라바시        | 中村橋       | │     | ↑     | │     | ↑     | │                            | │     | │        | │    | │     | 네리마구 | | 1.5            | 도 쿄 도       | 7.5              |
| SI 08   | 후지미다이          | 富士見台     | │     | ↑     | │     | ↑     | │                            | │     | │        | │    | │     | 네리마구 | 0.8                                                                                                  | 8.3            | 도 쿄 도       |                  |
| SI 09   | 네리마타카노다이    | 練馬高野台   | │     | ↑     | │     | ↑     | │                            | │     | │        | │    | │     | 네리마구 | 1.2                                                                                                  | 9.5            | 도 쿄 도       |                  |
| SI 10   | 샤쿠지이 공원       | 石神井公園   | ●     | ↑     | ●     | ●     | ●                            | ●     | ●        | ●    | │     | 네리마구 | 1.1                                                                                                  | 10.6           | 도 쿄 도       |                  |
| SI 11   | 오이즈미가쿠엔      | 大泉学園     | ●     | ●     | │     | ●     | │                            | │     | │        | │    | │     | 네리마구 | 1.9                                                                                                  | 12.5           | 도 쿄 도       |                  |
| SI 12   | 호야                | 保谷         | ●     | ●     | │     | ●     | │                            | │     | │        | ●    | │     | 1.6 | 14.1                                                                                                 | 니시토쿄시     | 도 쿄 도       |                  |
| SI 13   | 히바리가오카        | ひばりヶ丘   | ●     | ●     | ●     | ↑     | ●                            | ●     | ●        | │    | │     | 2.3 | 16.4                                                                                                 | 니시토쿄시     | 도 쿄 도       |                  |
| SI 14   | 히가시쿠루메        | 東久留米     | ●     | ●     | ●     | ●     | │                            | │     | │        | │    | │     | 1.4 | 17.8                                                                                                 | 히가시쿠루메시 | 도 쿄 도       |                  |
| SI 15   | 기요세              | 清瀬         | ●     | ●     | ●     | ↑     | │                            | │     | │        | │    | │     | 1.8 | 19.6                                                                                                 | 기요세시       | 도 쿄 도       |                  |
| SI 16   | 아키쓰              | 秋津         | ●     | ●     | ●     | ↑     | │                            | │     | │        | │    | │     | 무사시노 선 (신아키쓰역, JM 31) | 2.2                                                                                                  | 21.8           | 도 쿄 도       | 히가시무라야마시 |
| SI 17   | 도코로자와          | 所沢         | ●     | ●     | ●     | ●     | ●                            | ●     | ●        | ●    | ●     | 신주쿠 선 (SS 22) | 3.0                                                                                                  | 24.8           | 사 이 타 마 현 | 도코로자와시     |
| SI 18   | 니시토코로자와      | 西所沢       | ●     | ●     | ●     | ●     | ●                            | │     | │        | │    | │     | 사야마 선 (SI 18, 직결 운행) | 2.4                                                                                                  | 27.2           | 사 이 타 마 현 | 도코로자와시     |
| SI 19   | 고테사시            | 小手指       | ●     | ●     | ●     | ●     | ●                            | ●     | ●        | │    | │     | | 2.2                                                                                                  | 29.4           | 사 이 타 마 현 | 도코로자와시     |
| SI 20   | 사야마가오카        | 狭山ヶ丘     | ●     | ●     | ●     | ●     | ●                            | │     | │        | │    | │     | 2.2 | 31.6                                                                                                 |                | 사 이 타 마 현 | 도코로자와시     |
| SI 21   | 무사시후지사와      | 武蔵藤沢     | ●     | ●     | ●     | ●     | ●                            | │     | │        | │    | │     | 1.3 | 32.9                                                                                                 | 이루마시       | 사 이 타 마 현 |                  |
| SI 22   | 이나리야마 공원     | 稲荷山公園   | ●     | ●     | ●     | ●     | ●                            | │     | │        | │    | │     | 3.0 | 35.9                                                                                                 | 사야마시       | 사 이 타 마 현 |                  |
| SI 23   | 이루마시            | 入間市       | ●     | ●     | ●     | ●     | ●                            | ●     | ●        | ●    | ●     | 0.9 | 36.8                                                                                                 | 이루마시       | 사 이 타 마 현 |                  |
| SI 24   | 부시                | 仏子         | ●     | ●     | ●     | ●     | ●                            | │     | │        | │    | │     | 2.9 | 39.7                                                                                                 | 이루마시       | 사 이 타 마 현 |                  |
| SI 25   | 모토카지            | 元加治       | ●     | ●     | ●     | ●     | ●                            | │     | │        | │    | │     | 1.3 | 41.0                                                                                                 | 이루마시       | 사 이 타 마 현 |                  |
| SI 26   | 한노                | 飯能         | ●     | ●     | ●     | ●     | ●                            | ●     | ●        | ●    | ●     | 2.7 | 43.7                                                                                                 | 한노시         | 사 이 타 마 현 |                  |
| SI 27   | 히가시한노          | 東飯能       |       |       |       |       | ▲                            | ●     |          | │    | │     | ■ 하치코 선 | 0.8                                                                                                  | 한노시         | 사 이 타 마 현 | 44.5             |
|         | 기타한노 신호장     | 北飯能信号場 | ↑     | │     | │     | │     |                              | 0.5   | 45.0     |      |       | | | 한노시         | 사 이 타 마 현 |                  |
|         | 무사시가오카 신호장 | 武蔵丘信号場 | ↑     | │     | │     | │     | 1.5                          | 46.5  | 히다카시 |      |       | | |                | 사 이 타 마 현 |                  |
| SI 28   | 고마                | 高麗         | ▲     | ●     | │     | │     | 2.0                          | 48.5  | 히다카시 |      |       | | |                | 사 이 타 마 현 |                  |
| SI 29   | 무사시요코테        | 武蔵横手     | ▲     | ●     | │     | │     | 2.8                          | 51.3  | 히다카시 |      |       | | |                | 사 이 타 마 현 |                  |
| SI 30   | 히가시아가노        | 東吾野       | ▲     | ●     | │     | │     | 2.5                          | 53.8  | 한노시   |      |       | | |                | 사 이 타 마 현 |                  |
| SI 31   | 아가노              | 吾野         | ▲     | ●     | │     | │     | 지치부 선 (SI 31, 직결 운행) | 4.0   | 한노시   | 57.8 |       | | |                | 사 이 타 마 현 |                  |

- 준급 : 준급행 정차역
- 통준 : 통근준급행 정차역
- 쾌속 : 쾌속 정차역
- 통급 : 통근급행 정차역
- 급행 : 급행 정차역
- 쾌급 : 쾌속급행 정차역
- F : F-라이너 정차역
- S : S-train 정차역
- 특급 : 특급 '지치부', '무사시', '돔' 정차역
- 호야 역은 네리마구의 일부 구역을, 모토카지 역은 한노시의 일부 구역을 걸치고 있음.
- 준급, 쾌속, 급행은 12월에 열리는 치치부야제(秩父夜祭) 개최시, 세이부 지치부 역까지 연장운행.
- 쾌속급행 열차 중에서 유라쿠초 선에 직결 운행하는 열차만 네리마 역에 정차한다.

### 폐역 목록
- 아가리야시키 : 이케부쿠로 역과 시나마치 역 사이에 위치. 1953년 폐역.
- 세이부시조 : 히가시나가사키 역과 에코다 역 사이에 위치. 1963년 폐역.
- 히가시토코로자와 : 아키쓰 역과 도코로자와 역 사이에 위치. 1945년 운행중지. 동일본 여객철도 무사시노 선의 히가시토코로자와역과는 전혀 관계없음.
- 시모하라 : 사야마가오카 역과 이나리야마 공원역 사이에 위치. 1982년 폐역.
- 구로스 : 이루마 시역과 부시 역 사이에 위치. 1953년 폐역.
- 가사누이 신호소 : 모토카지 역과 한노 역 사이에위치. 2001년 폐역.
- 덴란잔 : 기타한노 신호소와 무사시가오카 신호소 사이에 위치. 1954년 폐역.